# Rodney Stark
Rodney Stark (8. července 1934 – 21. července 2022) byl americký sociolog náboženství. Narodil se v Jonestownu v Severní Dakotě do luteránské rodiny. Jako novinář působil v armádě. Studoval na Kalifornské univerzitě v Berkeley. Celkem 32 let působil na Washingtonské univerzitě, od roku 2004 působil na Baylor University v Texasu.
V sociologii náboženství je obhájcem tzv. teorie racionální volby.